# Xie Jun
Xie Jun (Chinees: 謝軍 / 谢军) (Peking, 30 oktober 1970) is een Chinese schaakster. Ze leerde Chinees schaken toen ze zes jaar oud was. Nu is ze een grootmeester.
In 1990 eindigde ze als tweede in het Interzonetoernooi van Kuala Lumpur en won samen met Alisa Maric het kandidatentoernooi van Bordzjomi. In de play-off versloeg ze Maric met 4½-2½. In 1991 zorgde Xie Jun voor een sensatie door de match tegen regerend wereldkampioen Maia Tsjiboerdanidze met 8½-6½ te winnen en zo wereldkampioen schaken bij de dames te worden. In 1993 verdedigde ze haar titel met succes tegen Nana Ioseliani (8½-2½), maar in 1996 verloor ze van Susan Polgar met 8½-4½. In 1997 eindigde ze als tweede in het kandidatentoernooi na Alisa Galliamova. Volgens de regels had Xie Jun tegen Galliamova moeten spelen om het recht Polgar uit te dagen, maar na een reeks conflicten werd Polgar van haar titel vervallen verklaard en speelden Xie Jun en Galliamova in 1999 om de titel. Xie Jun won met 8½-6½. In 2000 werd het wereldkampioenschap in een groot knock-outtoernooi verspeeld. Xie Jun won dit toernooi. Daarna heeft ze zich niet meer de strijd om het wereldkampioenschap gemengd.
Xie Jun is een vertegenwoordigster van het nieuwe China en staat aan het hoofd van een lange stoet sterke schakers en schaaksters zoals Zhu Chen, Xu Yuhua, Lei Wang en Qin Kanying en niet te vergeten Zhaoqin Peng. In 1998 won het Chinese team goud op de Schaakolympiade te Elista, in 2004 won het Chinese team goud in Calvià.